# アラサー
アラサーとは、和製英語の「around thirty」（アラウンド・サーティー）の略で、30歳前後の人のこと。

## 概要
2006年（平成18年）頃に生まれた和製英語で、2005年（平成17年）11月に創刊した女性雑誌『GISELe』（ジゼル・主婦の友社）が具体的な年齢を出さずに年齢を伝えるために使い始めたのが始まりといわれる。もともとは女性に対して使われていたが、その後男性に対しても使われるようになった。
Insight Techの調査によると、28歳から34歳までであると考える人が多いとされている。
マイナビウーマンの調査によると、「あなたは何歳からがアラサーだと考えますか？」というアンケートの結果は以下のようになった。

第1位　28歳（23.7％）
第2位　27歳（19.7％）
第3位　30歳（17.3％）
第4位　25歳（15.7％）
第5位　29歳（10.9％）
—※有効回答数376件、第6位以下省略、単数回答式

### 発展語
40歳前後の人を表すアラフォーという言葉もある。2008年にTBS系列で放映された天海祐希主演のドラマ「Around40〜注文の多いオンナたち〜」から広がり、特に女性に対して使用される。2008年の新語・流行語大賞の年間大賞を受賞した。
アラサー、アラフォーをもじり、50歳前後の人を表すアラフィフという言葉もあり、更に60歳前後の人は還暦をもじってアラカンと表現することもある。